# Wu Jianxiong
Wu Jianxiong (吳健雄T, Wú JiànxíongP, Wu Chien ShiungW) (Shanghai, 31 maggio 1912 – New York, 16 febbraio 1997) è stata una fisica cinese.
Fu tra le prime donne ad occupare un posto di rilievo nel panorama della fisica mondiale del Novecento. Fu la prima vincitrice del Premio Wolf per la fisica nel 1978, per aver condotto l'esperimento che porta il suo nome.

## Biografia
Ebbe la fortuna di nascere in una famiglia in cui il padre (Wu Zhongyi) era un convinto sostenitore dell'uguaglianza tra i sessi, infatti fondò una scuola femminile, dove Jianxiong ebbe i primi rudimenti dell'istruzione. Crebbe a Liuhe, e a 11 anni lasciò casa per frequentare la Scuola Normale Femminile di Suzhou.
Nel 1929, venne ammessa all'Università Centrale Nazionale di Nanchino e, secondo quanto previsto dalle leggi dell'epoca, dovette insegnare per un anno presso una scuola pubblica. In sostanza, la sua attività di studentessa universitaria si svolse tutta tra il 1930 ed il 1934, anno in cui si laureò col massimo  degli onori; nel seguito, si occupò per due anni di ricerca con una collega, Jing Weijing.
Nel 1936 prese la decisione che cambiò la sua vita, poiché, spinta dalla sua sete di conoscenza, decise di studiare all'estero; grazie ad una sua amica (Dong Ruofen) che si era laureata in chimica all'università del Michigan, spedì una domanda di ammissione a questa università.
La sua domanda venne accettata e nell'estate dello stesso anno, grazie anche al supporto economico fornitogli da uno zio, partì alla volta di Ann Arbor, nel Michigan, ma non raggiunse mai la sua meta. Infatti, decise di fermarsi a trovare un'altra sua amica che studiava a Berkeley, presso l'Università della California.
Giunta a Berkeley, incontrò la sua amica e, quando le confidò che, sebbene laureata in fisica, non aveva mai visto un laboratorio, lei le disse che uno studente di fisica cinese di sua conoscenza non avrebbe di sicuro fatto problemi a mostrarle il laboratorio in cui lavorava. Lo studente era il pupillo del premio Nobel Ernest Orlando Lawrence e lavorava presso il Centro di Ricerca Nucleare di Berkeley. Tale studente divenne in seguito il marito di Wu Jianxiong, Luke Jia Liuyuan.
Lawrence rimase molto colpito da Jianxiong e decise di offrirle una borsa di studio per rimanere a Berkeley.
Wu iniziò il suo dottorato sotto la guida di Emilio Segrè, fisico italiano che aveva un indiscusso bagaglio di conoscenze, arricchite dalla collaborazione attiva con Enrico Fermi.
Dopo aver conseguito il dottorato in Fisica nel 1940, Wu Jianxiong ha insegnato allo Smith College e poi alla Università di Princeton, prima di unirsi al Manhattan District Project, presso la Columbia University, dove rimase, terminato il progetto.
Più tardi, visti i suoi meriti, divenne titolare onoraria di cattedre presso numerose università cinesi e ricevette diverse onorificenze e svariati riconoscimenti, tra cui l'essere eletta presidentessa della American Physical Society.
Morì il 16 febbraio 1997, presso il centro ospedaliero Saint Luke's - Roosevelt, per un attacco di cuore.

## L'attività di ricerca

### Il periodo del dottorato
Sin dai primi mesi del suo dottorato a Berkeley, la ricerca scientifica di Wu Jianxiong ha prodotto notevoli risultati. Guidata da Segrè, acquisì una considerevole padronanza nella progettazione e costruzione di rilevatori di radioattività.
In questo stesso periodo, condusse ricerche su un aspetto del decadimento β (le catene di fissione) grazie alle quali successivamente si riuscirono a ricavare importanti informazioni circa le forze nucleari.

### Il Progetto Manhattan
Dopo aver conseguito il dottorato nel 1940, Wu Jianxiong insegnò prima allo Smith College e poi alla Università di Princeton. Successivamente si unì al Progetto Manhattan alla Università di Columbia. Qui la Wu si occupò di sviluppare un procedimento per la produzione del {\displaystyle ^{235}U} che fu poi utilizzato per la costruzione della bomba atomica.
In quello stesso periodo veniva attivato il primo reattore a produzione di plutonio di Hanford Site; dopo un previsto, temporaneo, spegnimento del reattore, ci si accorse di un insolito problema: dopo essere stato impiegato a regime per lungo tempo e poi spento, il reattore non ripartiva più.
Fermi ipotizzò che questo effetto fosse dovuto ad un prodotto della fissione ancora ignoto dotato di una grande sezione d'urto d'assorbimento. A questo punto, Segrè consigliò a Fermi di controllare il lavoro di dottorato della Wu, che si era occupata proprio dell'analisi dei prodotti delle catene di fissione. Grazie ai suoi dettagliati dati, Enrico Fermi riuscì ad identificare lo {\displaystyle ^{135}Xe}. L'importanza della figura della Wu nel campo della Fisica emerge dunque anche da questo brillante risultato: per merito del suo lavoro, infatti, fu possibile sviluppare delle procedure di spegnimento che resero possibile l'accensione e lo spegnimento ben controllati dei reattori nucleari.

### Il decadimento beta (β)
Il decadimento beta è un tipo di decadimento radioattivo in cui vengono emessi elettroni con uno spettro continuo di energia. All'epoca, tra gli aspetti più oscuri della faccenda c'era la difficoltà di spiegare l'apparente violazione del principio di conservazione dell'energia connesso a questo fenomeno. Grazie alla scoperta del neutrone nel 1932 ad opera di Chadwick, si riuscì a far chiarezza sul processo di decadimento e pochi anni più tardi, Enrico Fermi e Wolfgang Pauli postularono indipendentemente l'esistenza di una nuova particella (il neutrino) che attraverso il computo delle energie in gioco, permettesse al processo di non violare il principio di conservazione.
Fermi sviluppò una teoria matematica del processo di decadimento, tuttavia in quel periodo non esistevano buone sorgenti β, così gli esperimenti condotti per verificare la sua teoria non produssero buoni risultati. Col finire della guerra, le cose cambiarono, infatti era disponibile una larga varietà di radionuclidi, prodotti nei reattori e, sebbene tutte le nuove misurazioni effettuate confermassero una parte della teoria di Fermi, continuavano ad esserci discordanze circa le forme degli spettri di energia previsti.
Secondo la Wu, le misurazioni effettuate erano di scarsa qualità e ciò giustificava il disaccordo tra la teoria e l'esperimento; tuttavia, per lei fare ipotesi non era sufficiente e si mise al lavoro per scoprire dove fosse effettivamente l'errore. Dedusse che il nocciolo della questione dovesse essere la pesantezza atomica delle sorgenti di decadimenti β utilizzate; in tali circostanze, infatti, la distribuzione delle energie degli elettroni emessi è alterata dal fatto che gli elettroni spendono una grossa energia per scappare dal nucleo.
Jianxiong condusse una serie di esperimenti per verificare la teoria di Fermi e le sue supposizioni, trovando un perfetto accordo con quanto predetto dal fisico italiano.

### La violazione della parità
La parità è un concetto legato alla descrizione matematica di un sistema; in fisica, un sistema che conserva la sua parità è un sistema per il quale le leggi che lo governano sono le stesse anche per la sua "immagine speculare". Nel 1927, inoltre, il fisico Eugene Wigner provò che l'interazione elettromagnetica conserva la parità e questo condusse i fisici del tempo a ritenere la conservazione della parità un dato di fatto, a prescindere dalle interazioni in gioco.
Agli sgoccioli degli anni 40, tuttavia, gli studi di Cecil Frank Powell portarono alla luce il mesone prima (predetto 10 anni prima da Hideki Yukawa) e poi due altri mesoni: il τ e il θ. Queste due particelle portarono a quello che è noto come il puzzle θ - τ.
I due mesoni, infatti, avendo stessa massa e stessa vita media, potevano distinguersi solo ed esclusivamente in base al loro modo di decadere; gli scienziati, dunque, erano portati a credere che fossero la stessa particella, tuttavia, poiché π ha parità -1 , θ, che decade in due π, avrà parità +1 (1 = (-1)(-1) ) e τ, che decade in 3 π, -1. Quindi, in base al principio di conservazione della parità, le due particelle dovevano essere differenti.
Tsung-Dao Lee e Chen Ning Yang, dopo un accurato studio in cui dimostravano che nessun esperimento fino ad allora aveva provato la conservazione della parità nei processi che coinvolgevano l'interazione debole, proposero una spiegazione del fenomeno secondo la quale la parità non sarebbe stata conservata nelle interazioni deboli, proponendo degli esperimenti per verificare la loro idea.
Uno di questi esperimenti fu realizzato da Chien-Shiung Wu nel 1957 ed evidenziò sperimentalmente la violazione della parità nelle interazioni deboli.
Lee e Yang furono insigniti del premio Nobel in seguito a questo risultato.

## Riconoscimenti
- In suo onore un asteroide della fascia principale è stato battezzato 2752 Wu Chien-Shiung.
- Nel 2021 il servizio postale degli Stati Uniti d'America ha emesso un francobollo in suo onore.[3]